# 수잔 모쉐
수잔 모쉐(Susan Mosher)는 미국의 텔레비전 배우, 영화배우, 연극 배우이다.

## 영화
- 웨딩 플래너 (2001년)
- 더 월 2 (2000년) - segment 1961 - 간호사 준 역